# Вирус натуральной оспы
Ви́рус натура́льной о́спы  (лат. Variola virus) — вид вирусов из семейства поксвирусов (Poxviridae). Различают два типа вируса: Variola major, являющийся основным возбудителем натуральной оспы, и Variola minor. Поражает исключительно человека.

## Описание
Вирионы имеют размеры 250—300 × 200 × 250 нм в форме параллелепипеда с закруглёнными углами. Геном представлен линейной двуцепочечной молекулой ДНК, содержащей 186—187 тыс. пар нуклеотидов.

## Распространение
ВОЗ объявила о ликвидации оспы в 1980 году, штаммы вируса официально хранятся только в двух лабораториях Земли: в ГНЦ вирусологии и биотехнологии «Вектор» (Россия) и в Центрах по контролю и профилактики заболеваний (США).
В июле 2014 года 6 пробирок с вирусом были обнаружены в картонной коробке на складе института здравоохранения в Мэриленде. В пробирках вирус сохранял жизнеспособность. 24 февраля 2015 года находка уничтожена под надзором представителя ВОЗ.